# Cucina kosovara
La cucina kosovara è l'espressione culinaria sviluppata in Kosovo. È una cucina molto variegata, influenzata dalle diverse etnie del paese. Tra i cibi locali, si ricordano Leqeniku, Flija, Krylana, Maza bollito, formaggio, polenta, il gulasch e molti altri.

## Storia
Originale è la cucina gorani. Tra i loro piatti più famosi si ricordano il burek (pasta sfoglia con formaggio, ricotta, spinaci, carne macinata, cavolo cappuccio) e i dolci tradizionali come baklava, éclair e indiana. Il Boza è una tipica bevanda gorana (nei Balcani questo popolo è conosciuto come Bozadzij, ovvero il popolo che prepara la boza) dal sapore aspro, frutto di un complicato processo che ha come ingredienti fondamentali farina e zucchero, che vengono a lungo bolliti secondo un procedimento particolare.
La cucina internazionale è ormai diffusa soprattutto nelle maggiori città.
Una delle città con più ricca tradizione gastronomica è Peć.